# Manfred Priewe
Manfred Manni Priewe (Kleef, 2 februari 1953) is een Duits voormalig voetballer die als aanvaller speelde.
Priewe speelde in de jeugd bij SC Kleve 63 waar hij op zeventienjarige leeftijd in het eerste team kwam. Hij scoorde 33 doelpunten in de Landesliga en was daarna op proef bij KFC Uerdingen en Fortuna Düsseldorf. In 1973 tekende hij bij N.E.C.. In twee seizoenen speelde hij 52 competitiewedstrijden waarin hij 15 doelpunten maakte. Hij ging toen terug naar Kleve. In het seizoen 1977/78 speelde hij met Schwarz-Weiß Essen in de 2. Bundesliga Nord (18 wedstrijden, 5 doelpunten). Hij speelde nog bij FC Olympia Bocholt voordat hij bij SC Kleve in de jaren '80 zijn loopbaan besloot. 
In het dagelijks leven was Priewe werkzaam bij de gemeente Kleef en hij werd ook voetbaltrainer, onder andere bij SC Kleve, SG Hasselt, SV 1926 Rindern, FC Concordia Goch en als laatste tot 2013 bij DJK Grün-Weiß Appeldorn.